# Lonomia
Genre
Lonomia est un genre de papillons de la famille des Saturniidae, originaires d'Amérique tropicale. Les adultes ont l'aspect d'une feuille morte inoffensive, mais les chenilles épineuses de certaines espèces ont des piquants qui inocule un venin hémotoxique parfois mortel pour les humains.

## Description
Ces papillons font preuve d'une remarquable capacité de mimétisme en ayant l'aspect de feuilles mortes au stade adulte, tandis que les chenilles se regroupent en cercle pour former sur les arbres des plaques semblables à des reliefs d'écorce, de mousse ou de lichen.

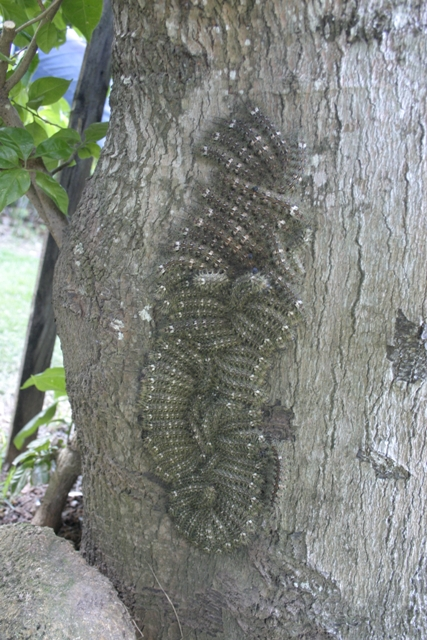
Groupe de chenilles Lonomia obliqua sur un tronc
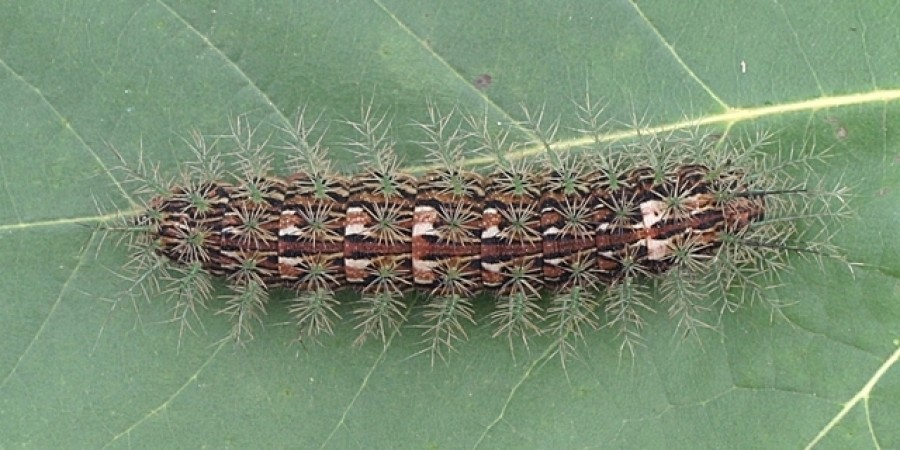
Chenille de Lonomia obliqua
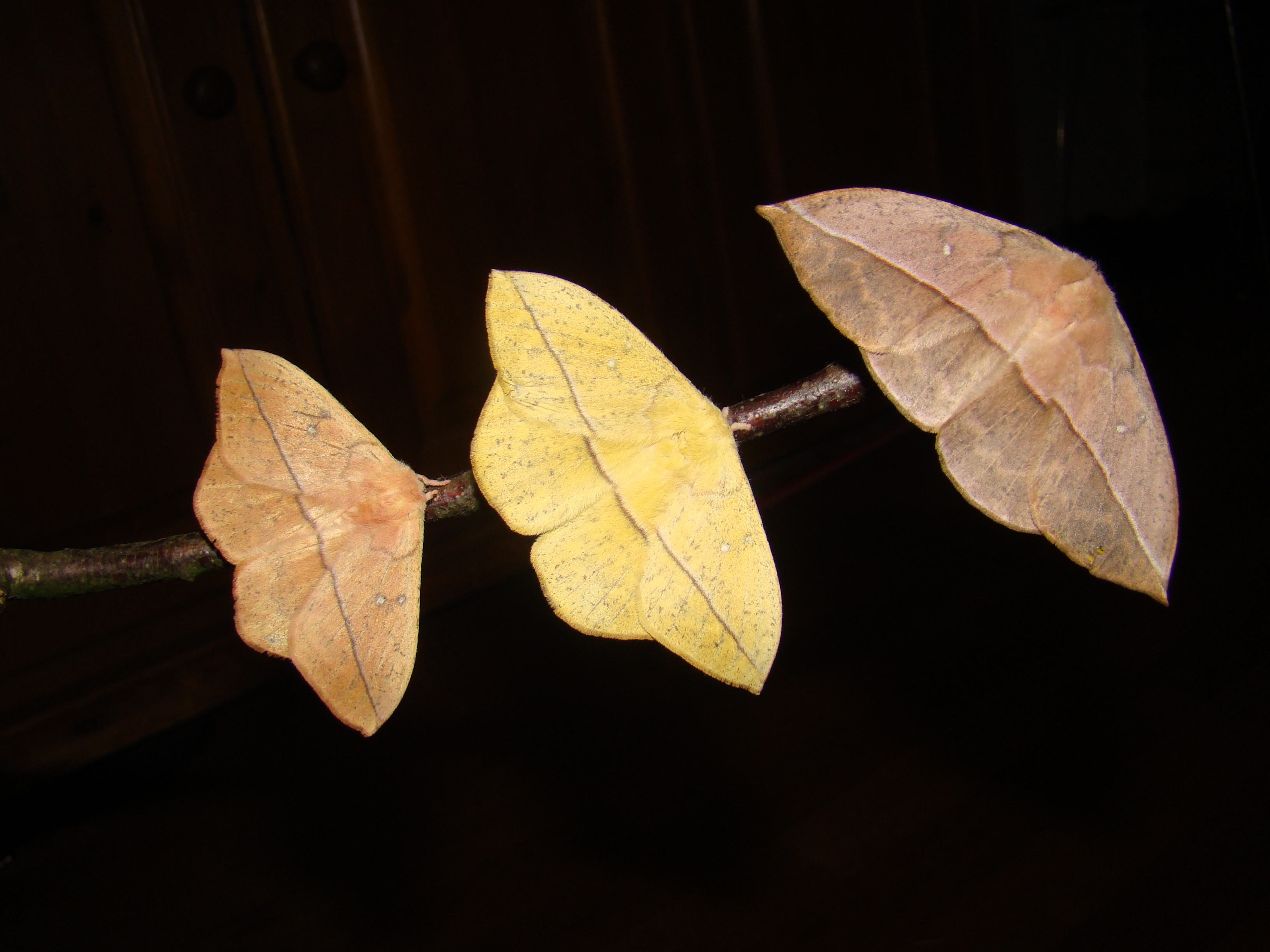
Groupe de Lonomia electra adultes, sur une branche
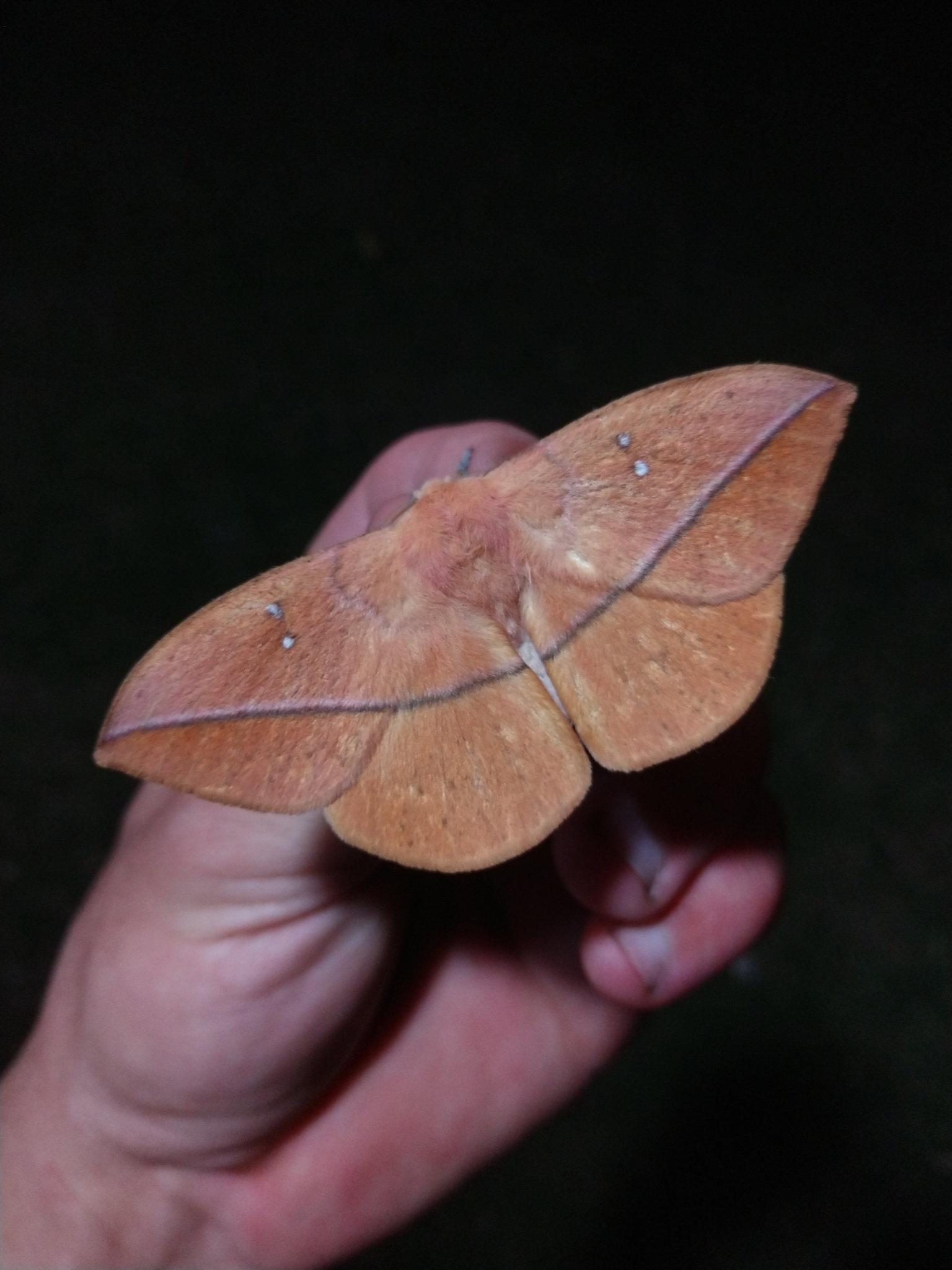
Lonomia obliqua, imago
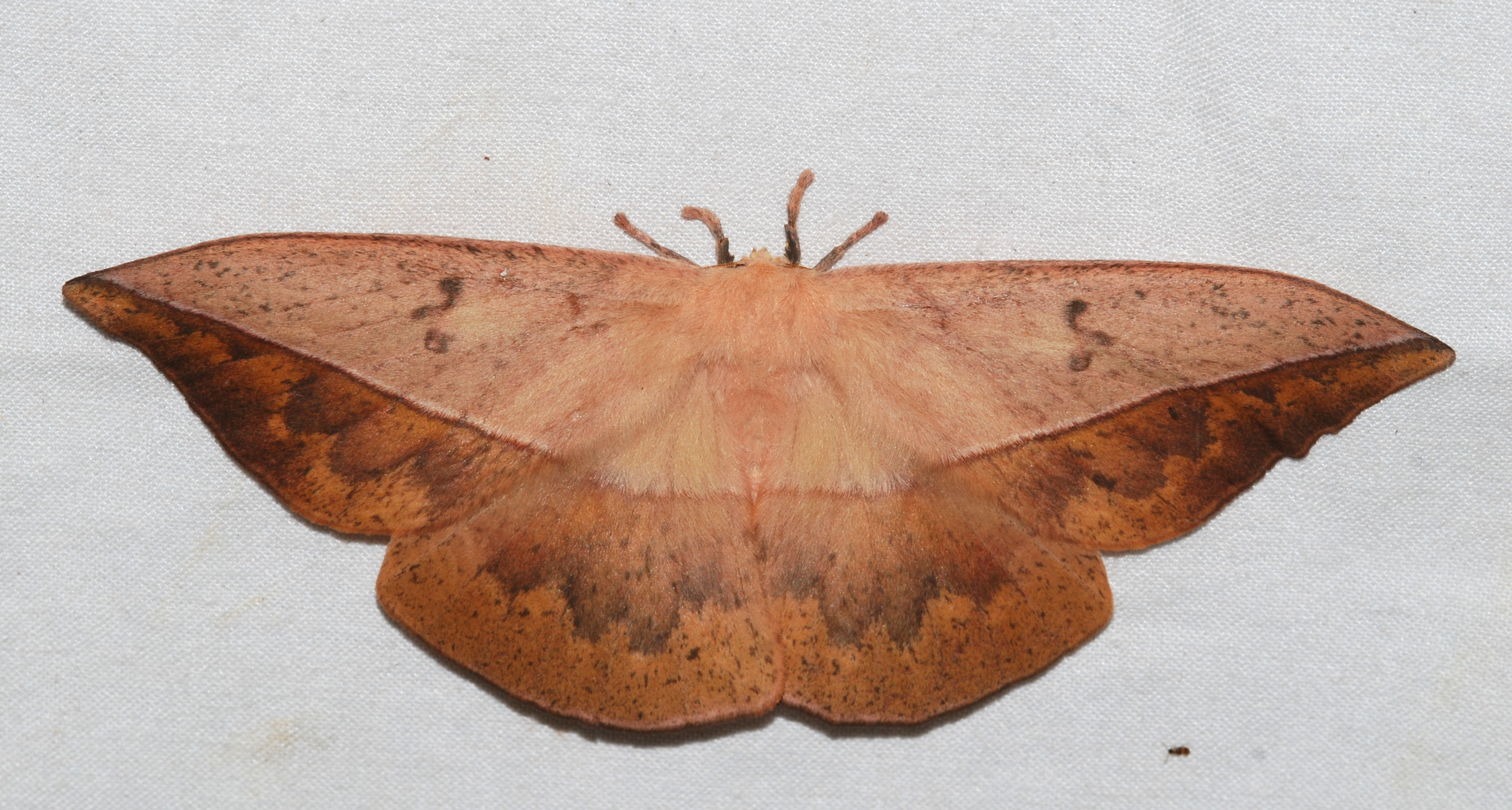
Lonomia achelous, imago
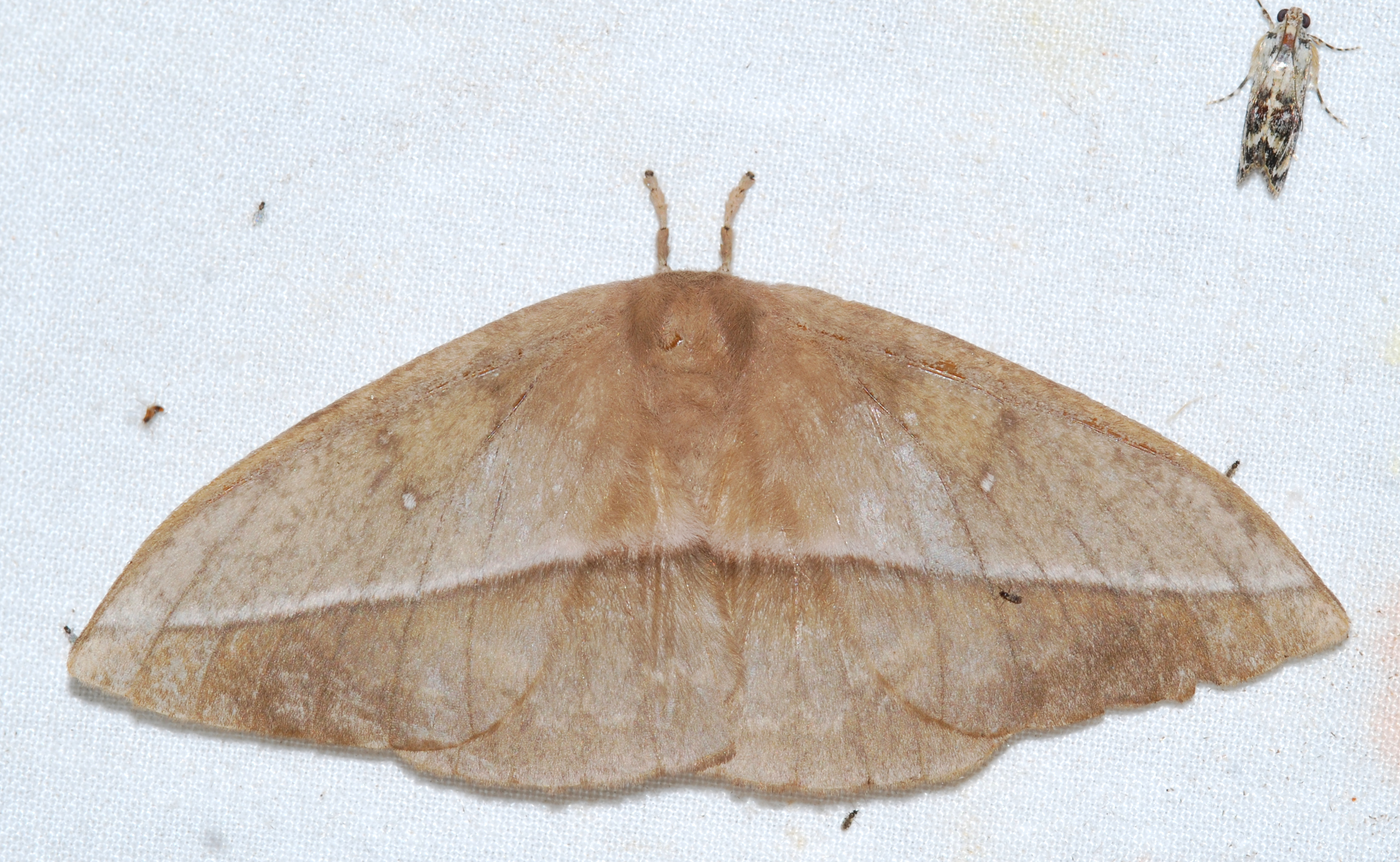
Lonomia camox, imago

## Distribution
Les espèces de ce genres sont présentes en Amérique du Sud, en Amérique Centrale et jusqu'au sud du Mexique. 
Les plus dangereuses pour les humains sont présentes surtout dans le bassin amazonien, principalement au Brésil.

## Toxicité
Souvent très douloureuses, les piqûres de chenilles peuvent provoquer des dommages permanents au niveau de la circulation sanguine et, même avec un traitement rapide, entraîner des hémorragies internes et la gangrène chez la victime, avec la perte d'un membre ou la mort dans les cas graves,.
Historiquement, les plus redoutées étaient Lonomia achelous et Lonomia obliqua, mais le nombre d'espèces décrites s'est fortement accru au XXe siècle, dont plusieurs potentiellement dangereuses pour les humains, comme Lonomia casanarensis.

## Liste des taxons de rang inférieur
Liste des espèces selon GBIF (13 juin 2024) :
- Lonomia achelous Cramer, 1777
- Lonomia annamiekae
- Lonomia antoniae
- Lonomia belizonensis Brechlin, Meister & van Schayck, 2011
- Lonomia beneluzi Lemaire, 2002
- Lonomia camox Lemaire, 1971
- Lonomia canescens Brechlin & Meister, 2011
- Lonomia casanarensis
- Lonomia cayennensis Brechlin & Meister, 2019
- Lonomia columbiana Lemaire, 1971
- Lonomia descimoni Lemaire, 1971
- Lonomia diabolus Draudt, 1929
- Lonomia electra Druce, 1886
- Lonomia francescae Racheli, 2005
- Lonomia frankae Naumann, Brosch & Wenczel, 2005
- Lonomia laalbania
- Lonomia leopoldina Brechlin & Meister, 2011
- Lonomia luteomexicana Brechlin & Meister, 2011
- Lonomia madrediosiana Brechlin & Meister, 2011
- Lonomia manabiana
- Lonomia maranhensis Brechlin, Meister & Mielke, 2011
- Lonomia mexilectra Brechlin & Meister, 2011
- Lonomia minca
- Lonomia moniqueae
- Lonomia nigra
- Lonomia obliqua Walker, 1855
- Lonomia orientoandensis Brechlin & Meister, 2011
- Lonomia orientocordillera
- Lonomia panguana
- Lonomia paralectra
- Lonomia parelectra Brechlin & Meister, 2011
- Lonomia parobliqua Brechlin, Meister & Mielke, 2011
- Lonomia parubescens Brechlin & Meister, 2011
- Lonomia parubrescens
- Lonomia pastazana
- Lonomia peggyae
- Lonomia pseudobliqua Lemaire, 1973
- Lonomia puntarenasiana Brechlin & Meister, 2011
- Lonomia quintanarooensis Brechlin & Meister, 2011
- Lonomia rengifoi
- Lonomia riojensis
- Lonomia rubescens Brechlin & Meister, 2011
- Lonomia rubrescens
- Lonomia rubroguyana Brechlin & Meister, 2019
- Lonomia rufescens Lemaire, 1971
- Lonomia rufobahiana
- Lonomia santarosensis
- Lonomia serranoi Lemaire, 2002
- Lonomia silkae
- Lonomia sinalectra
- Lonomia sinjaevorum Brechlin & Meister, 2011
- Lonomia siriae
- Lonomia vanschaycki
- Lonomia venezuelensis Lemaire, 1971
- Lonomia viksinyaevi Brechlin & Meister, 2011
- Lonomia yucatensis Brechlin & Meister, 2011

## Systématique
Le nom scientifique complet (avec auteur) de ce taxon est Lonomia Walker, 1855.